# Hulja
Hulja est un petit bourg de la commune de Kadrina du comté de Viru-Ouest en Estonie .
Au 31 décembre 2011, il compte 477 habitants.